# Буркат
Буркат (пол. Burkat, нім. Borchersdorf) — село в Польщі, у гміні Дзялдово Дзялдовського повіту Вармінсько-Мазурського воєводства.
Населення — 445 осіб (2011).
У 1975-1998 роках село належало до Цехановського воєводства.

## Демографія
Демографічна структура станом на 31 березня 2011 року:
|          | Загалом | Допрацездатний вік | Працездатний вік | Постпрацездатний вік |
| -------- | ------- | ------------------ | ---------------- | -------------------- |
| Чоловіки | 218     | 57                 | 142              | 19                   |
| Жінки    | 227     | 59                 | 131              | 37                   |
| Разом    | 445     | 116                | 273              | 56                   |